# 開心漢堡店 (電影)
《開心漢堡店》（英語：The Bob's Burgers Movie）是一部2022年美國動畫歌舞喜劇片，改編自電視動畫系列《開心漢堡店》，由洛倫·布查德編劇和執導，主要配音員包括H·喬·班傑明、丹·敏茲、尤金·米爾曼、賴瑞·墨菲、約翰·羅伯茲和克里斯汀·沙爾。
《開心漢堡店》2022年5月27日美國上映。電影入圍第95屆奧斯卡金像獎最佳動畫片角逐名單。

## 配音員
- H·喬·班傑明（英语：H. Jon Benjamin）聲演鮑勃·貝爾徹（Bob Belcher）
- 約翰·羅伯茲（英语：John Roberts (actor)）聲演琳達·貝爾徹（Linda Belcher）
- 丹·敏茲（英语：Dan Mintz）聲演蒂娜·貝爾徹（Tina Belcher）
- 尤金·米爾曼（英语：Eugene Mirman）聲演吉恩·貝爾徹（Gene Belcher）
- 克里斯汀·沙爾聲演露易絲·貝爾徹（Louise Belcher）
- 賴瑞·墨菲（英语：Larry Murphy (actor)）聲演泰迪（Teddy）
- 山姆·賽德（英语：Sam Seder）聲演雨果（Hugo）

## 製作
2017年10月4日，二十世紀福斯宣佈正在製作一部改編自福斯電視動畫系列《開心漢堡店》的電影，並將於2020年7月17日上映。2017年10月30日，成立二十世紀福斯的新部門福斯家庭，該部門將負責監督改編自福斯電視動畫的電影，其中包括《開心漢堡店》電影。2020年9月24日，H·喬·班傑明確認受2019冠狀病毒病疫情影響，電影改為遠程製作，同時透露電影的錄音工作已經開始進行。

## 發行
《開心漢堡店》2022年5月27日美國上映。